# Nyktophobia
Nyktophobia ist eine deutsche Melodic-Death-Metal-Band aus Datteln in Nordrhein-Westfalen.

## Geschichte
Nyktophobia wurde von dem Bassisten und Gitarristen Michael Tybussek im Jahr 2015 gegründet. Im Laufe des Jahres stießen der Sänger Tomasz Wisniewski und der Schlagzeuger Christian Timmer von Dawn of Disease zur Band, für die Nyktophobia ein weiteres Nebenprojekt war. Der Bandname selbst ist an den altgriechischen Begriff Nyktophobie angelehnt und bedeutet Angst vor der Dunkelheit.

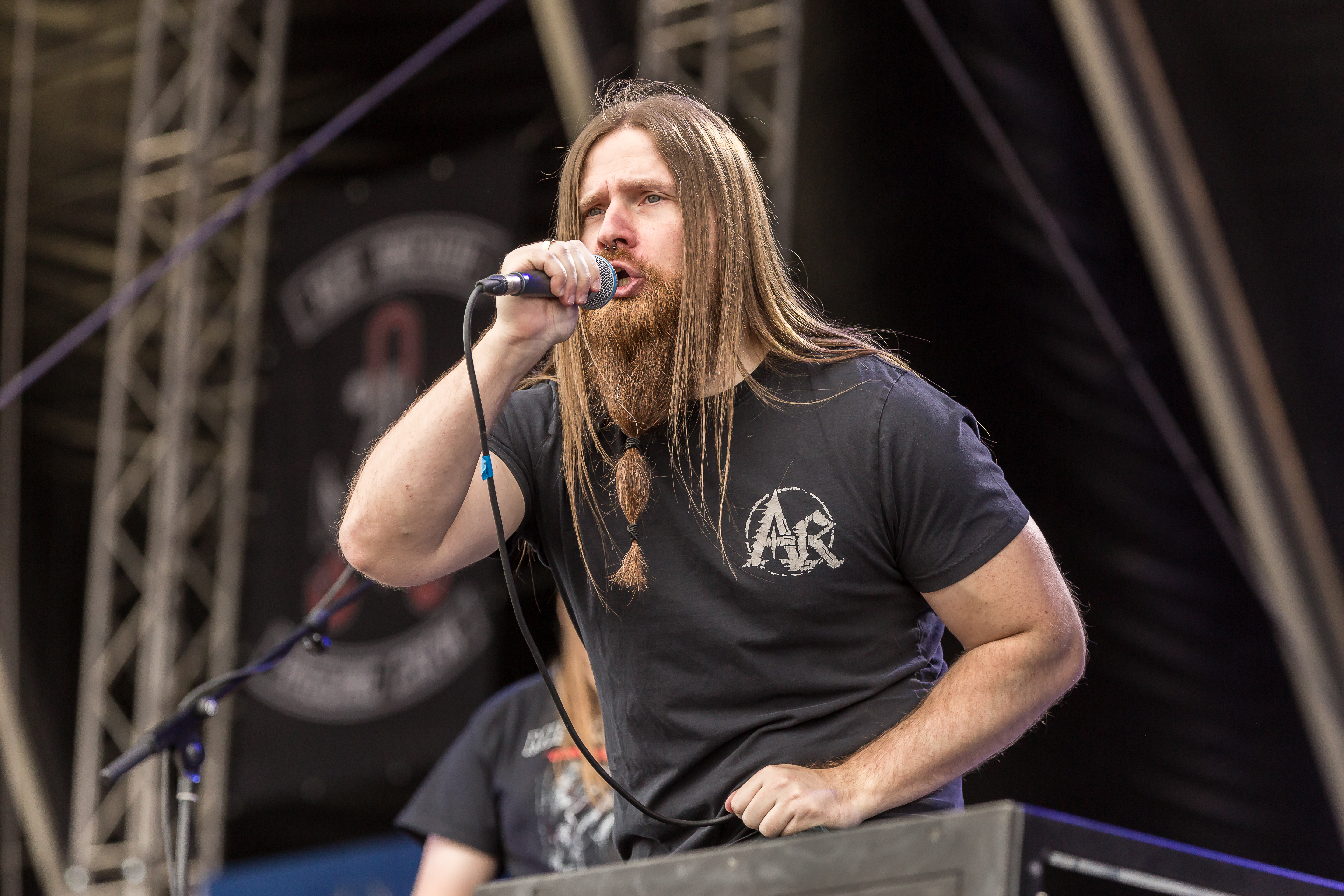
Tomasz Wisniewski

 Das Debütalbum Fallen Empire wurde zu Jahresbeginn am 27. Januar 2017 in Eigenregie veröffentlicht. Vier Wochen zuvor erfolgte die erste Single-Auskopplung Flight of the Phoenix aus dem neuen Album. Zunächst spielte Tybussek sowohl die Bass- als auch die Gitarrenparts. Als 2017 schließlich Live-Auftritte folgten, wurde die Band durch den Gitarristen Phillip Reuter (Extinction) und den Bassisten Ben Bays (Battlesword) komplettiert.
Bereits ein Jahr später am 28. September 2018 folgte das zweite Studioalbum Fate of Atlantis ebenfalls in Eigenveröffentlichung und wurde von der Kritik gut aufgenommen. Daraufhin verließ Sänger Wisniewski im Jahr 2020 seine bisherige Hauptband Dawn of Disease, um sich zeitlich vollkommen auf Nyktophobia konzentrieren zu können. Dawn of Disease löste sich anschließend auf und die übrigen Bandmitglieder formierten sich unter dem Namen Hiraes neu. Bis zu diesem Zeitpunkt hatte Wisniewski mit Dawn of Disease bereits fünf Studioalben veröffentlicht.

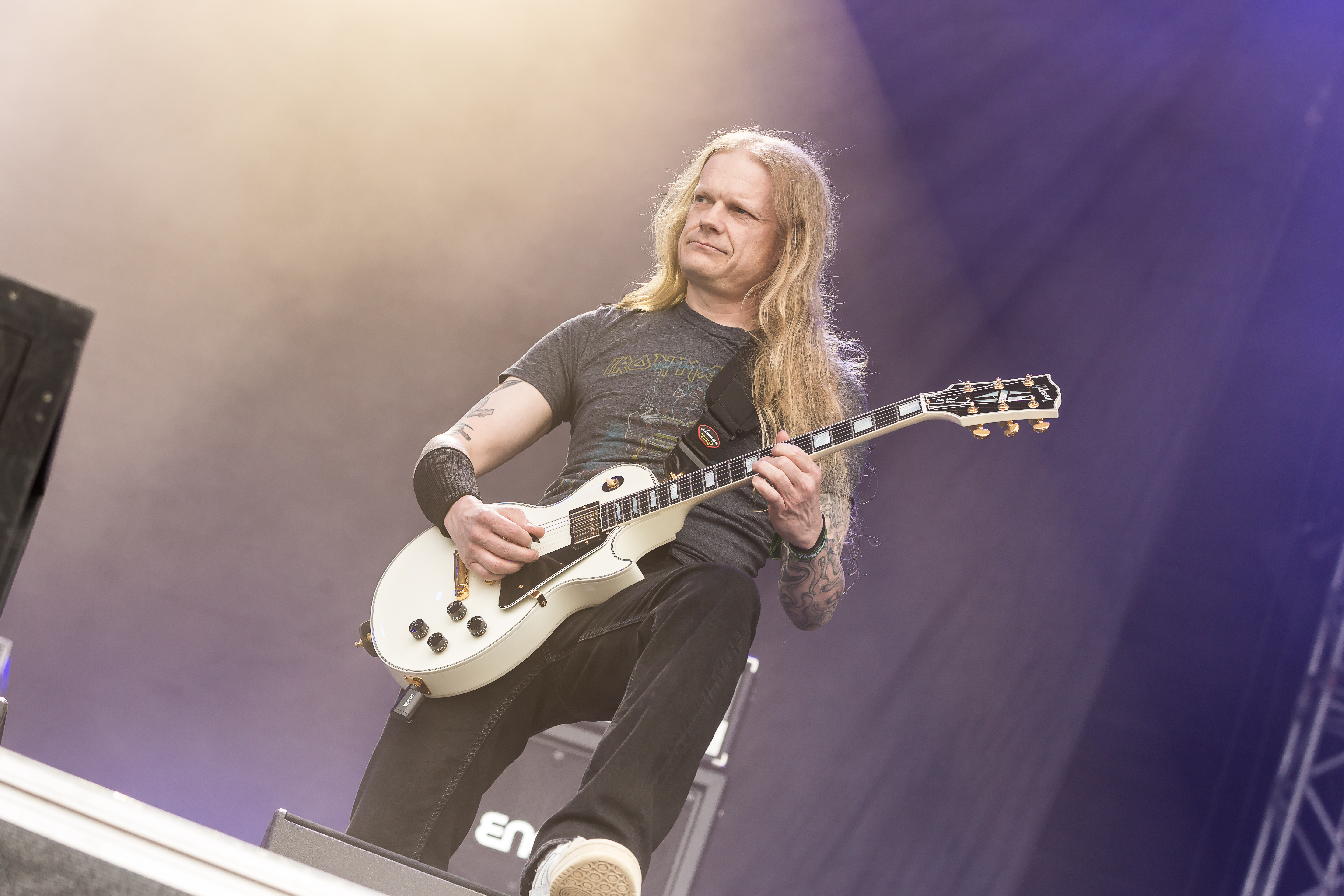
Michael Tybussek

 Am 7. August 2020 wurde das Album What Lasts Forever wie bereits die Vorgänger in Eigenregie und ohne Label veröffentlicht. Es wurde in den renommierten Fascination Street Studios in Schweden abgemischt, wo auch bereits Amon Amarth, Hammerfall und Kreator ihr Alben produzierten. In einem Interview mit Musikreviews.de schilderte Wisniewski die Aufgabenverteilung in der Band zur Zeit der Veröffentlichung. Dabei schreibt Tybussek alle Songs und Reuter ergänzt dazu die Texte, zudem trägt jeder auf seine Weise seinen Teil dazu bei, damit es so klingen wie es klingt, ergänzte Wisniewski.

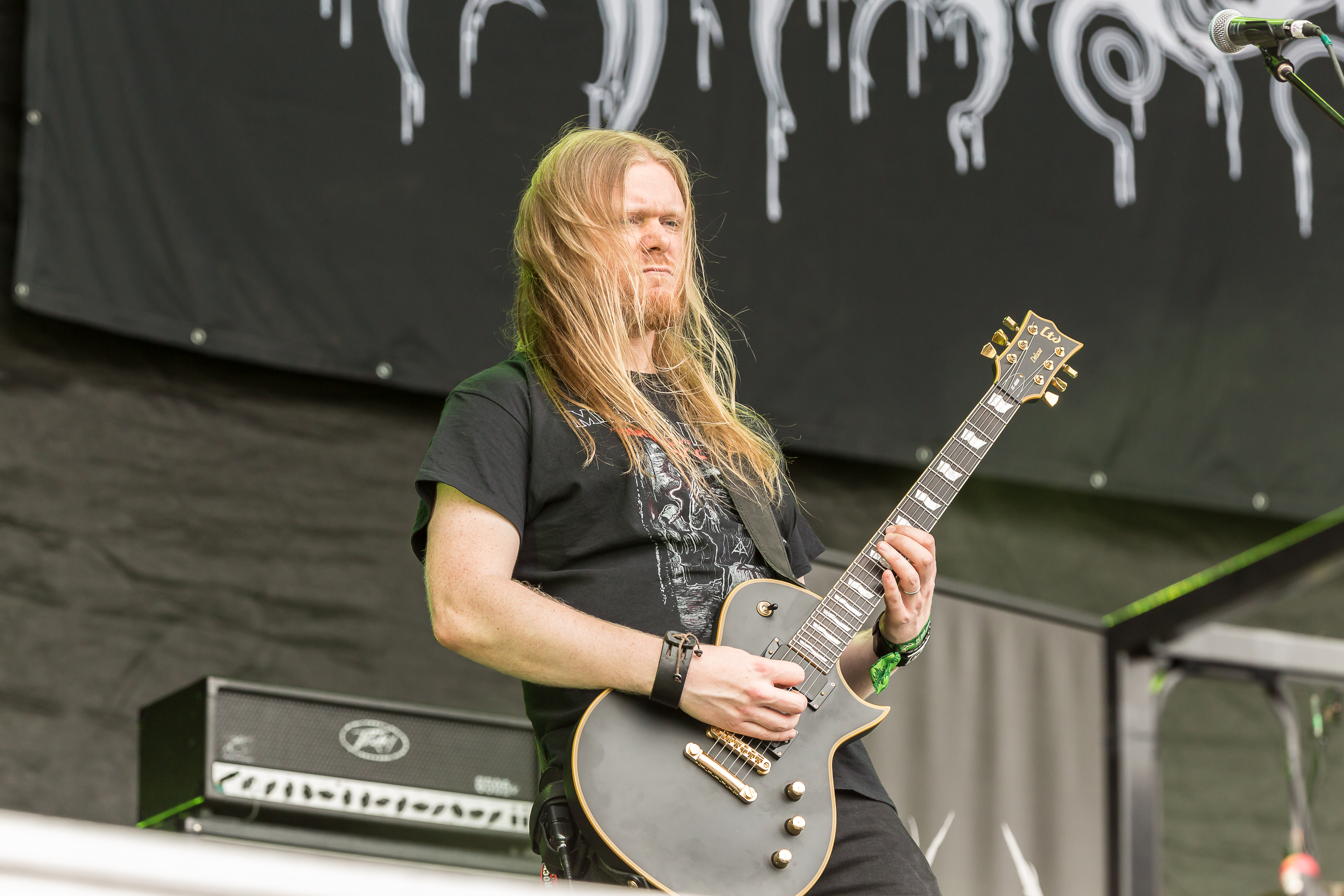
Phillip Reuter

 Am 17. Dezember 2021 veröffentlichte Apostasy Records die auf 111 Stück limitierte Split-EP Night in Gales / Nyktophobia mit jeweils zwei Singles jeder Band. Erstmalig erschienen damit die neue Single Winter Assault und die bereits veröffentlichte Single Flight of the Phoenix aus dem ersten Album Fallen Empire unter Wisniewskis eigenem Plattenlabel. Im Laufe des Jahres 2022 verließ Schlagzeuger Christian Timmer die Band und Michiel van der Plicht, der bereits bei Apophis und Detonation getrommelt hatte, übernahm seine Stelle.
Am 5. Juli 2024 erschien das vierte Studioalbum To the Stars bei Apostasy Records und stieg in der darauffolgenden Woche auf Platz 28 der Deutschen Albumcharts ein. Das Album wurde wie das Vorgängeralbum erneut bei Fascination Street Studios in Schweden abgemischt. Das neue Album wurde unter anderem auf dem Rockharz Open Air in Ballenstedt und dem Summer Breeze Open Air in Dinkelsbühl einem breiten Publikum vorgestellt.
Am 5. Oktober 2024 wurde das Album To the Stars für den Preis der deutschen Schallplattenkritik in der Sparte Hard und Heavy nominiert. Eine Jury aus unabhängigen Musikjournalisten zeichnet mit diesem renommierten Musikpreis alljährlich im Herbst eine hervorragende Veröffentlichungen der vergangenen zwölf Monaten aus.
Für den Sommer 2025 ist ein Konzert von Nyktophobia auf dem  Wacken Open Air angekündigt.

## Stil
Der Stil von Nyktophobia wird als Melodic Death Metal der alten Göteborger Schule bezeichnet. Ihre Musik wird hierbei weniger als aggressiv und wütend, sondern vielmehr als atmosphärisch, episch und bildreich beschrieben, vergleichbar mit einer harten Mischung aus Amon Amarth und den finnischen Insomnium. Musikalisch bewegt sich die Band zwischen Hochgeschwindigkeit und gedrosseltem Midtempo und setzen auf eingängige Riffs, erhabene Melodien und Harmonien in Kombination mit abwechslungsreichen Death-Metal-Vocals, schreibt Rock Hard. Die Stimme von Tomasz Wisniewski wechselt dabei anspruchsvoll zwischen tiefen gutturalen Growls und mittelhohen Screams.

## Diskografie
- 2017: Fallen Empire (LP, ohne Label)
- 2018: Fate of Atlantis (LP, ohne Label)
- 2020: What Lasts Forever (LP, ohne Label)
- 2021: Night in Gales / Nyktophobia (Split-EP, Apostasy Records)
- 2024: To the Stars (LP, Apostasy Records)

## Rezeption
Das Musikmagazin Rock Hard bewertet das aktuelle Album To the Stars gut (7/10 Punkte) und schreibt anerkennend:

„Das Quintett lässt auf To the Stars wenig anbrennen und bietet die volle Dröhnung an Breitwandmelodien und Harmonien in Kombination mit abwechslungsreichen Death-Metal-Vocals.“

Nyktophobia entfesselt eine epische Wucht, schreibt Metalreviews.de über das Vorgängeralbum What Lasts Forever und bewertet das Album insgesamt gut (12/15 Punkte). Das Album sei variabel, druckvoll bis rauschhaft und wie aus einem Guss.

## Nebenprojekte
Einzelne Bandmitglieder von Nyktophobia engagieren sich in weiteren Projekten:
- Thomasz Wisniewski betreibt das Plattenlabel Apostasy Records.
- Ben Bays ist bei den Bands Battlesword und Resurrected am Bass aktiv.
- Phillip Reuter ist mit seinem ehemaligen Bandkollegen Christian Timmer bei der Band Extinction als Gitarrist aktiv.
- Michiel van der Plicht ist bei den Bands Layers of Devotion, Pestilence und  Tyranthrope als Schlagzeuger aktiv.